# Redemptionis Donum

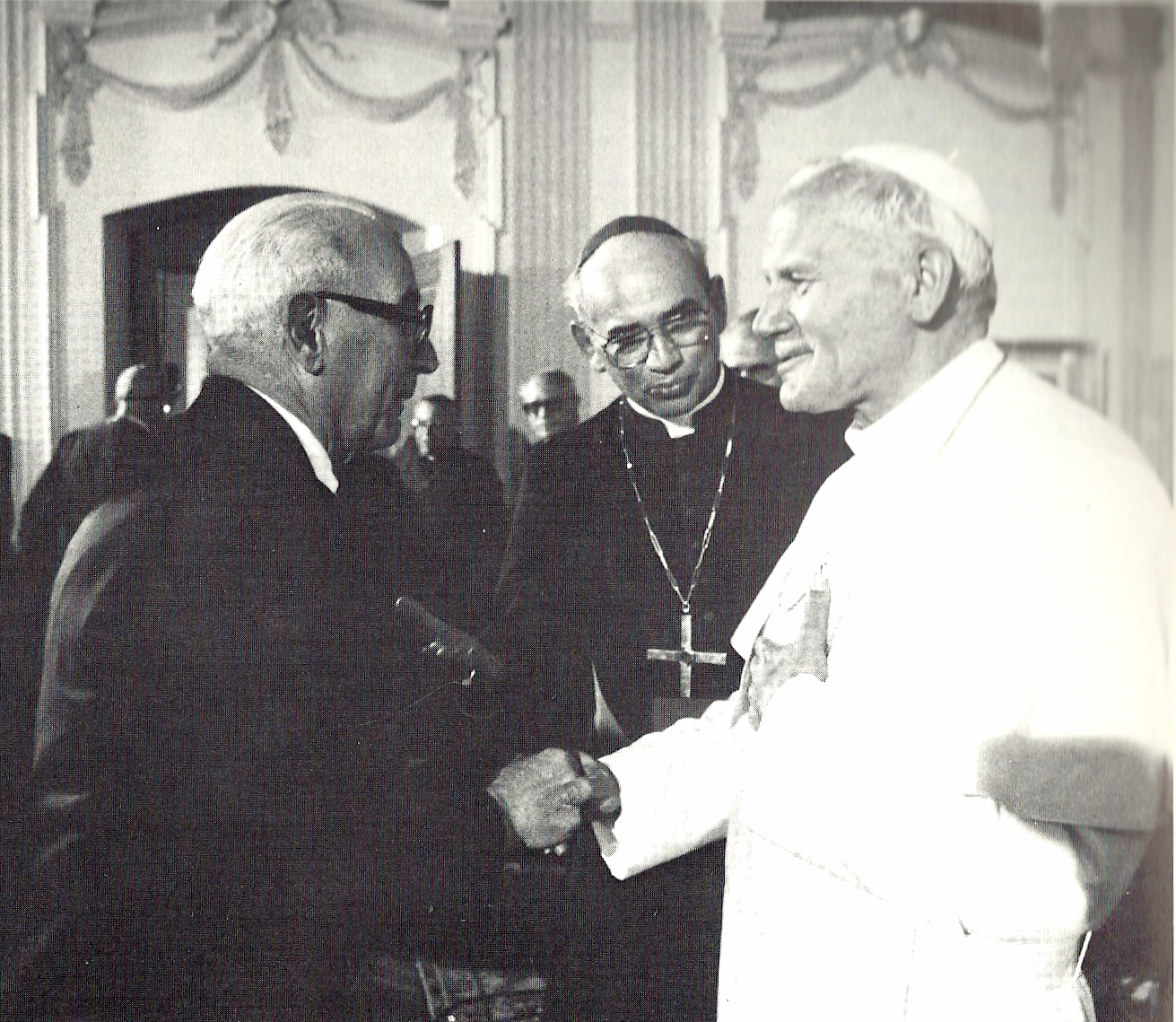
Juan Pablo II en 1984.

Redemptionis donum (El don de la redención ) es una exhortación apostólica postsinodal del papa Juan Pablo II, firmado el 25 de marzo de 1984. Escrito por iniciativa exclusiva del pontífice. El documento habla de la consagración religiosa a la luz del misterio de la Redención.
Juan Pablo II lo firmó el 25 de marzo de 1984, en la Solemnidad de la Anunciación  que cae en el calendario litúrgico de la Iglesia Católica. Después del Concilio Vaticano II, se produjo una crisis en el número de vocaciones para las órdenes religiosas . Muchos religiosos y religiosas abandonaron sus monasterios. El documento fue un intento de Juan Pablo II de introducir el ideal de vida consagrada. El escrito destaca la teología, la espiritualidad y la dimensión apostólica de la vida religiosa. El Papa presentó en el documento Redemptionis donum  la vida religiosa en sus dimensiones trinitaria, pascual y escatológica.